# Куп четири нације 2017.
Куп четири нације 2017. (службени назив: 2017 Rugby Championship) је било 22. издање овог најквалитетнијег репрезентативног рагби такмичења Јужне хемисфере, а 6. од проширења Купа три нације на Куп четири нације.
Ол Блекси су наставили доминацију, а Аргентина је разочарала, јер је завршила такмичење без иједног бода.

## Такмичење

### Прво коло
Аустралија - Нови Зеланд 34-54
Јужна Африка - Аргентина 37-15

### Друго коло
Нови Зеланд - Аустралија 35-29
Аргентина - Јужна Африка 23-41

### Треће коло
Нови Зеланд - Аргентина 39-22
Аустралија - Јужна Африка 23-23

### Четврто коло
Нови Зеланд - Јужна Африка 57-0
Аустралија - Аргентина 45-20

### Пето коло
Јужна Африка - Аустралија 27-27
Аргентина - Нови Зеланд 10-36

### Шесто коло
Јужна Африка - Нови Зеланд 24-25
Аргентина - Аустралија 20-37

## Табела
|   | Селекција    | ИГ | Д | Н | И | ПД  | ПП  | ПР   | БП | Б  |  |
| - | ------------ | -- | - | - | - | --- | --- | ---- | -- | -- |  |
| 1 | Нови Зеланд  | 6  | 6 | 0 | 0 | 246 | 119 | +127 | 4  | 28 |  |
| 2 | Аустралија   | 6  | 2 | 2 | 2 | 195 | 179 | +16  | 3  | 15 |  |
| 3 | Јужна Африка | 6  | 2 | 2 | 2 | 152 | 170 | -18  | 2  | 14 |  |
| 4 | Аргентина    | 6  | 0 | 0 | 6 | 110 | 235 | -125 | 0  | 0  |  |

| Шампион Јужне хемисфере 2017. |
| ----------------------------- |
| Нови Зеланд 15. титула        |

## Индивидуална стастика
Највише поена
- Бернард Фоли 80, Аустралија

Највише есеја
- Ријеко Јоани 5, Нови Зеланд